# إنجاستس 2
إنجاستس 2 (بالإنجليزية: Injustice 2) هي لعبة فيديو قتال مبنية على عالم الشخصيات القصص المصورة لشركة دي سي كومكس. اللعبة من تطوير نيثرريلم ستوديوز. تم إصدارها في 16 مايو 2017 في أمريكا الشمالية و17 مايو 2017 في أستراليا و19 مايو 2017 في أوروبا على بلاي ستيشن 4 وإكس بوكس ون. و11 مايو 2017 في جميع أنحاء العالم على أندرويد وآي أو إس.
في البداية. ظهروا 6 شخصيات وهم Batman ,Superman ,Supergirl ,Atrocitus ,Aquaman ,Gorilla Grood. ومن ثم تم الإعلان عن نزول اسوأ شخصيتي إنجاستس حسب ما ذكر وهم Harley Quinn ,Deadshot. ومن ثم تم الإعلان عن نزول ثالث شخصية اساسية وهي Wonder Woman وايضا الحشرة الزرقاء. ومن ثم تم الإعلان (من صفحة اللعبة) عن وجود Darkseid وهو الشخصية الوحيدة الذي يجب ان تدفعها (Pre Order) وبعدها أعلن عن نزول Robin (دامين واين). وبعدها اصدر Dr.Fate ,Brainac ,Swamp Thing وبعدها أعلن عن نزول 4 شخصيات حيث تم وضعهم في Trailer واحد وهم (Catwoman ,Poison Ivy ,Cheetah ,Black Canary) وايضا تم الإعلان عن وجود المصباح الاخضر والسهم الاخضر. ومن ثم أعلن عن نزول Firestorm. وبعدها أعلن عن نزول Black Adam وفي Trailer جماعي أعلن عن نزول Scarecrow, Captain Cold, Bane بعدها اصدر The Flash (خامس شخصية اساسية), وبالإضافة تم الإعلان عن وجود Cyborg حيث كان موجودا في Trailer ل Dr.Fate. كما أعلن من جديد عن نزول المهرج (Joker) واعلن عن نزول دفعة اللاعبين لل (Standard Edition) وهم Sub-Zero زعيم اللين كواي والذي جاء من اللعبة القتالية الشهيرة Mortal Kombat وايضا Starfire والتي هي من الفضاء وهي من ابطال التايتنز وهم أعضاء يدافعون عن الأرض عددهم 5 وهم (Robin ,Cyborg ,BeastBoy ,Raven وStarfire) وايضا حليف باتمان Red Hood وسيتم أيضا نزول Spawn وبلاك مانتا ورايدن الذي هو حكيم البرق وايضا هو من لعبة مورتال كومبات.
ويتميز هذا الجزء عن الجزء السايق بالVictory pose وهي حركة استعراض فرحة المنافس بعد هزيمة وتتميز بأن تصويرها يصبح بطيئا في اخر حركة يقوم بها اللاعب المنتصر مع عودة الSuper Move والGear الذي يمكنك من خلاله وضع اشياء تجعل ملابس اللاعب أفضل مع امكانية تغير اللون.

## روابط خارجية
- إنجاستس 2 على موقع IMDb (الإنجليزية)